# Elaeocarpus undulatus
Elaeocarpus undulatus är en tvåhjärtbladig växtart som beskrevs av Otto Warburg. Elaeocarpus undulatus ingår i släktet Elaeocarpus och familjen Elaeocarpaceae. Inga underarter finns listade i Catalogue of Life.